# Gänsbach (Isen)
Gänsbach ist ein Gemeindeteil des Marktes Isen im oberbayerischen Landkreis Erding. 

## Lage

Gänsbach 2

Die Einöde Gänsbach liegt zwischen der Isen und der Kreisstraße ED 12 etwa einen Kilometer nördlich des Isener Marktplatzes in der Gemarkung Westach. Gänsbach wurde 1557 erstmals erwähnt und bestand im Jahr 1739 aus 2 Anwesen. Der Ort gehörte ursprünglich zur Obmannschaft Steinsberg in der freisingischen Herrschaft Burgrain.

## Bevölkerungsentwicklung
Um 1871 gab es in Gänsbach 14 Einwohner. Im Mai 1987 lebten dort zehn Einwohner in zwei Wohngebäuden, die in fünf Wohnungen aufgeteilt waren.
| Jahr      | 1871 | 1925 | 1950 | 1970 | 1987 |
| Einwohner | 14   | 14   | 28   | 19   | 10   |